# Чигирин Юлій Федорович
Ю́лій Фе́дорович Чигири́н (27 травня 1935 — †17 червня 1962) — інженер-залізничник. Врятував ціною власного життя двох жінок від загибелі під колесами поїзда.

## Біографія
Юлій Чигирин народився 27 травня 1935 року в селі Вергуни Черкаського району Черкаської області в родині вчителів. Пізніше Чигирини переїхали до села Руська Поляна того ж району. По закінченні семирічної школи Юлій вступив до залізничного технікума, потім працював на будівництві, служив в армії. Після демобілізації з армії Юлій Чигирин вступив до Харківського інституту інженерів залізничного транспорту, який закінчив у червні 1962 року.
17 червня 1962 року Юлій Чигирин з друзями виїхали на природу відзначити успішне закінчення навчання. Вони зійшли з електрички на платформі «Жовтнева» (нині зупинний пункт «Високий»). Коли вони йшли по платформі, почули гудки поїзда і крики двох літніх жінок, які не встигли перейти колії. Юлій зіскочив на рейки, відштовхнув жінок і притиснув їх до електрички, що стояла поруч. Старша жінка не постраждала, молодша, її дочка, потрапила до лікарні, але повністю одужала. Сам Юлій загинув.
Похований на харківському міському кладовищі № 2.

## Вшанування пам'яті
5 лютого 1963 року в пам'ять звершеного подвигу Електротехнічну вулицю в Харкові перейменували у вулицю Юлія Чигирина. Ім'я героя також носить тепер так званий Горбатий міст.
Президіум Верховної Ради СРСР ухвалив указ про нагородження Юлія Чигирина орденом Червоної Зірки (посмертно).